# كلود روديير
كلود روديير (ولدت في 21 يوليو في عام 1903، في سانت-إلوي-لي-مينيس، وتوفيت في 11 نوفمبر في عام 1944 في محتشد اعتقال رافينسبارك، ألمانيا) عالمة فيزيائية وتُشكل جزءًا من (الحركات المتحدة للمقاومة) MUR في أوفيرني.

## السيرة ذاتية
- الأصل والتعليم

ولدت كلود روديير في 21 يوليو 1903 في سانت-إلوي-لي-مين (Puy-de-Dôme) في عائلة مليئة بالمعلمين العلمانيين والجمهوريين. كان أسلافها من عمال المناجم، وتوفى أحد أجدادها في كارثة تعدين كبرى، والتي جعلت كومبريس الموجودة في وسط فرنسا في حدادا في نهاية القرن التاسع عشر.
هي طالبة رائعة، إلتحقت بمدرسة الفتيات العليا في سيفرس في عام 1921، حيث درست عدة دورات قام بتدريسها الفيزيائي ومكافح الفاشية بول لانجفين. لقد ظهرت كصغيرة في ذلك الوقت للحصول على درجة علمية - وهي الأعلى في فرنسا - في الفيزياء.

## قبلالحرب العالمية الثانية
بعد أن درست لفترة من الوقت في باميرز، ذهبت إلى ريوم حيث أصبحت معلمة في مدرسة ثانوية للبنات. تزوجت من بيير فيرلوجوكس، وهو مهندس خزف شاب، في 28 أغسطس 1926 في كليرمون فيران. أصبح لدى الزوجان ولدين: جان (1927–2006) ومارك (1934–2008). في عام 1929، بدأت هي وزوجها العمل في صناعة خزف بعنوان «الحجر الرملي الملتهب» (بالإنجليزية: Fired Stoneware) حيث وضعت خبرتها في مجال الفيزياء والكيمياء.

## خلالالحرب العالمية الثانية
في عام 1939، في بداية الحرب العالمية الثانية، اتصلت سفارة الولايات المتحدة بسفير روديير، التي اقترحت لها، بعد معرفتها بالفيزياء الذرية، أن تهاجر إلى أمريكا الشمالية لأنها كانت واثقة من مستقبل فرنسا، حيث تهتم بأعمال العائلة وأطفالها الصغار، فإنها لم توافق على هذا الاقتراح. في عام 1940، تضاءلت القوى العاملة المتاحة بسبب عدد السجناء المحتجزين في ألمانيا، ثم عادت روديير إلى التدريس في مدرسة البنات في ريوم.
ألقي القبض على كلود روديير في 8 فبراير 1944، مع زوجها وابنيها، جين ومارك . تم إطلاق سراح الأطفال في نفس اليوم. وقد اعتُقلت في السجن العسكري للكتيبة 92 من المشاة الفرنسيين، مع زوجة الجنرال أندريه مارتو وماري بفيستر، جدّة الكاتب باتريك راينال الذي ستُرحل به إلى رافنسبروك عن طريق النقل المغادر من باريس - رومانفيل. 13 مايو 1944 (رقم الهوية 39037 و 38971). ستظل ماري بفيستر معها حتى وفاتها.
بعد وصولها إلى المخيم، أخبرها أسير آخر جاء منفصلاً من فوج 92، عن انتحار زوجها ليلة القبض عليها في ثكنات الأنتروش في ريوم.
ظلت كلود روديير في رافينسبرك لعدة أسابيع. وكان من بين الحضور أيضاً جنفييف ديغول أنثونيوز وأوديت سانسوم ومارجريت بوبر-نيومان وجيرمان تيليون. توقع النازيون أن يشارك رودر كفيزيائي ذري في برنامج الأسلحة النووية الألماني. نتيجة رفضها تمت إدانتها لتفريغ مراكب الفحم في شفيت سي، حيث مرضت بالتهاب في الجانب، مما يضعف وظيفة التشحيم ويسبب الألم عند التنفس. وينجم عن الالتهاب الرئوي وأمراض أخرى في الصدر أو البطن، الذي توفيت منه في 10 نوفمبر 1944.

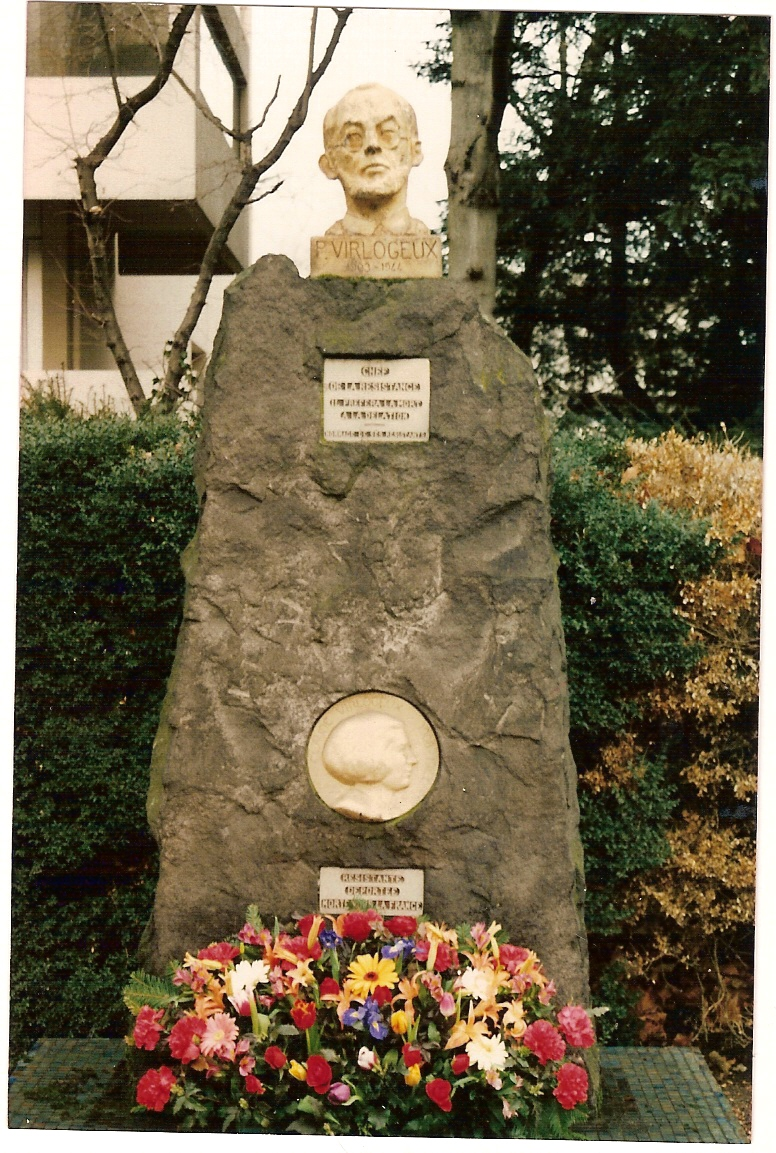
نصب تذكاري لبيير فيرلوجو وكلود روديير

## التعرف عليها
عند عودتها إلى ألمانيا، حملت جنفييف دي جاولي انثينويز نظارات كلود روديير. أعادتهم إلى والديها، الذين لم يسمعوا بعد عن مصير حفيدهم، جان فيرلوجو، الذي تم تحريره في 6 مايو 1945 من محتشد اعتقال وبلن من قبل الفرقة 82 المحمولة جواً في الولايات المتحدة وتم ترحيلهم إلى فرنسا في 29 يوليو 1945، بعد الإقامة في مستشفى لودفيغسلوست لعلاج التفوئيد والتخفيض المتطور في إزالة العظم.
بعد الحرب، غيرت بلدية ريوم اسم شارع ريوم-شاتيلجيون، الذي كان يقود من وسط المدينة إلى محطة قطار SNCF، إلى جادة فيرلوجو. على هذا الطريق، تم نصب تذكاري لرودييه وفيرلوجوكس. على قاعدة من بلاط السيراميك تقع لوحة من الحجر على شكل منثير، تحتوي على صورة لكلود روديير في الملف الشخصي وتعلوها تمثال نصفي من بيير فيرلوجو، وكلاهما صور فنية للوجه من صنع فيرلوجوكس نفسه.
كما تمت إعادة تسمية حديقة القرن التاسع عشر على طول هذا الشارع باسم فيرلوجوكس في شرفها.
المدرسة الثانوية العامة في ريوم، التي شُيدت في موقع ثكنات أنثريوش حيث انتحر بيار فيرلوجو وحيث كان جسدها مخبئ من قبل إس إس كليرمون فيران، التي سُميت سميت ليسيه بي-إيه-كلود-فيرلوجو.

## العائلة
- بيير فيرلوجو
- جان فيرلوجو (1927-2006)

في عام 1940، شاركت في استطلاع فرنسي في الترحيب باللاجئين في ريوم. في عام 1943، حاول، مع الرفيق، للانضمام إلى جماعات التمرد. تحت سلطة والدها، شاركت في المقاومة في العديد من القدرات، بما في ذلك كمبعوثة وجهاز استقبال للهواء.
في 8 فبراير 1944، احتفل جان فيرلوجو بعيد ميلاده السابع عشر. بعد إلقاء القبض عليه، اهتز بعنف، ولا سيما من قبل أورسولا براندت. انتقل إلى ثكنات 92 فوج في كليرمون فيران، بدأ رحلة، كمبعوث في إطار برنامج ليلة وضباب الألماني ، سيأخذه إلى حملة روياليو (مع الأسر في منطقة باريس لنزع سلاح القنابل من محطة الفرز من لا شابيل)، إلى معسكر نوينجام، إلى كوماندو من فالرسلبن، حيث كان يعمل في مصانع فولكسفاغن كعامل كهربائي، ليتم تحريره في نهاية المطاف من قنطرة وبلن من قبل قوات الفرقة 82 المحمولة جواً في 2 مايو 1945.
- مارك فيرلوجو (1934-2008)

تم القبض على مارك في سن السابعة مع والديه وجده. كانت أعمارهم تُعتبر صغيرة، وقد تم تحريره هو وجده في مساء يوم 8 من شهر فبراير في عام 1944. لم ير والده مرة أخرى، وظل جاهلاً بمصيرهم حتى تحرير والده، وتحرير معسكرات الاعتقال لأمه. كان متأثرًا بعمق من كل ما حدث لبقية حياته.

### روابط خارجية
http://www.lyc-virlogeux-riom.ac-clermont.fr/articles.php?lng=fr&pg=112 نسخة محفوظة 28 يناير 2010 على موقع واي باك مشين.